# 千の風になって ドラマスペシャル
千の風になって ドラマスペシャルとは、2007年8月からフジテレビ系列で放送されている単発のスペシャルドラマ。『金曜プレステージ』や『土曜プレミアム』枠で放送されている。

## 概要
新井満による日本語訳詩・作曲の楽曲「千の風になって」の世界観をテレビドラマ、ドキュメンタリー番組、情報番組などの各番組を通じて視聴者に届ける「千の風になってプロジェクト」をフジテレビが企画し、同プロジェクトの目玉企画として実際のエピソードをもとに制作したテレビドラマである。「生と死と命」を共通のテーマにしており、テーマソングは秋川雅史が歌う「千の風になって」。
ドラマなどに映像化するため、視聴者から体験談や関連エピソードなどの「千の風・体験」を番組内や番組ホームページ上で公募している。あくまで実話を基に制作しているが、ドラマ化された際はプライバシー保護を考慮して、一部設定を変更する場合がある。
第1弾の放送が秋川のブレイク後だったため、ブームに便乗していると誤解されがちだが、企画自体は楽曲が注目される以前から進行していた。秋川が『第57回NHK紅白歌合戦』に出演する以前（2006年秋）に、偶然曲を聴いて感動したドラマ制作センターの和田行企画担当部長が「実話ドラマとして放送したい」と提案した企画である。

## 第1弾『家族へのラブレター』
2007年8月3日、『金曜プレステージ』枠で放送。公募で寄せられた3884通の中から選ばれたエピソードをもとにドキュメンタリードラマとして映像化。

### あらすじ
元客室乗務員の主婦・福原杏子（黒木瞳）は、夫（石黒賢）と長男（福士誠治）・二男（林遣都）・長女（石橋杏奈）と平凡だが幸せな家庭を築いていた。ある日、妻の健康診断の結果が末期の胃癌で余命3ヵ月の命であると告知された夫は、思い悩んだ末に妻や母（泉ピン子）も含めた家族に真実を告げる。家族の愛に支えられ奇跡的に2年間を生き延びた杏子であったが、別れのときは迫っていた。視聴率12.4%。

### スタッフ
- 企画：新井満、和田行、吉田豪
- 脚本：清水曙美
- プロデューサー：森川真行
- 演出：福本義人
- 制作：フジテレビ、ファインエンターテイメント

### キャスト
- 福原杏子：黒木瞳
- 福原貴之（杏子の夫）：石黒賢
- 福原健介（長男）：福士誠治
- 福原康平（次男）：林遣都
- 福原美幸（長女）：石橋杏奈
- 酒井マサ（杏子の母）：泉ピン子
- 酒井則夫（杏子の父）：北村総一朗
- 酒井桃子（杏子の姉）：中田喜子
- 酒井博史（桃子の夫）：松澤一之
- 岡本哲也：佐野泰臣
- 板倉洋治：寺泉憲
- 医師：津村鷹志

## 第2弾『ゾウのはな子』
2007年8月4日、『土曜プレミアム枠』で放送。本作のドキュメンタリー版である『ゾウのはな子&はだしのゲン〜戦火に生きた魂の叫び〜』が同日午後1時30分から午後3時まで放送された。上野動物園と井の頭動物園をセットで再現し、ロケーション撮影はタイで行われた。視聴率11.8%。

## 第3弾『はだしのゲン』
2007年8月10日（『金曜プレステージ』枠）と11日（『土曜プレミアム』枠）、前編と後編の2夜連続放送。同名漫画が原作で、映像化はすでにされているが、本作で初めてテレビドラマ化された。原作者・中沢啓治自身の被爆体験をもとにしている。視聴率は前編が18.2%、後編が20.5%。

## 第4弾『実録ドラマ 死ぬんじゃない!〜宮本警部が遺したもの〜』
2008年2月15日、『金曜プレステージ』枠で放送。実際の映像によるドキュメンタリーと、取材をもとに制作したドラマを組み合わせた構成で放送された。宮本警部の半生と2007年2月6日に起きた東武東上線ときわ台駅踏切事故後の家族や周囲の人々を描いている。視聴率は17.6%を記録した。

### あらすじ
警察学校に入るまで自転車に乗れなかったほど運動が苦手で、正義感が人一倍強い警視庁板橋署常盤台交番に勤務する巡査部長・宮本邦彦は「困っている人を助けたい」と警官志望の若者の憧れである刑事ではなく駐在所勤務を志望し、不器用だが命の尊さを第一に考え住民に親身に接する警察官である。
ある冬の夜、ときわ台駅前の遮断機の下りた踏切内で自殺を図ろうとする女性がいると聞き、救助を試みるが、その際線路上で通過電車にはねられ重体に陥ってしまう。詳細を知らされず病院へ駆けつける妻・礼子と長男・篤史はタクシー車内で事故の一報を知り、医師から深刻な状態であると告げられ「何故、こんなことに?」と動揺する。礼子と篤史は、包帯で頭部と顔面を覆われベッドに横たわる意識の無い夫（父）の前で住民から寄せられた感謝や励ましの手紙を読みすすめていくうち、夫（父）がいかに地元に密着し愛されていたかを知る。
板橋区だけでなく全国から回復を祈る千羽鶴や手紙が交番に収まりきらないほど多数寄せられたものの、入院から6日後意識が戻らないまま宮本は他界したが、自殺を図った女性は一命を取り留めた。
警察関係者・地元住民など多くの者が宮本を悼み、殉職した宮本巡査部長は二階級特進で警部となり、当時の内閣総理大臣：安倍晋三の肝いりにより正七位旭日双光章を授けられた。常盤台交番前には宮本を偲ぶ記念碑「誠の碑」が建てられた。

### スタッフ
- 企画協力：新井満
- 脚本：若林愛美（安寿）
- プロデューサー：大野高義（フジテレビ）、中村百合子（フジテレビ）、若林愛美（安寿）
- 総合演出：石田昌浩（安寿）
- 演出：森田俊介（安寿）
- ディレクター：若林美樹（フジテレビ）、高橋龍平（フジテレビ）
- ロケ協力：北区 (東京都)、鹿島鉄道、東武鉄道 ほか
- 協力：警視庁、産経新聞、東京新聞、読売新聞、板橋区立常盤台小学校、石屋製菓 ほか
- 制作協力：安寿
- 制作：フジテレビ情報番組センター
- 制作著作：フジテレビ

### キャスト
- 三宅裕司：宮本邦彦警部
- 伊藤蘭：宮本礼子（妻）
- 渡邉邦門（現：渡辺邦斗）：宮本篤史（宮本警部の息子）
- 東幹久：西田圭孝（町田市の駐在所勤務時代に交流のあった巡査）
- 六平直政：櫻井博喜（更生を誓う服役囚）
- 国枝量平：板橋署署長
- 竜雷太：河原弘（交番前のうなぎ屋店主）
- 佐藤賢治：ナレーション

## 第5弾『なでしこ隊〜少女達だけが見た特攻隊・封印された23日間〜』

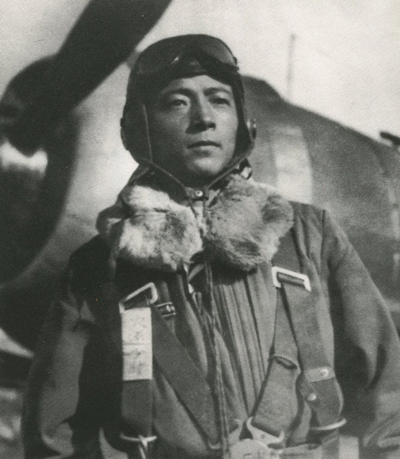
穴澤利夫少尉

2008年9月20日、『土曜プレミアム』枠で放送。実際の映像によるドキュメンタリーと、取材をもとに制作したドラマを組み合わせた構成で放送された。特攻隊の隊員たちの身の回りを世話し出撃の時を見送る「なでしこ隊」の女学生が見た、特攻隊員たちの真実の姿を描いている。視聴率16.2%。

### キャスト
- 前田笙子（永崎笙子 なでしこ隊リーダー）：成海璃子→和久井映見
- 鳥濱礼子（なでしこ隊）：桜庭ななみ
- 森要子（前田要子 なでしこ隊）：亜希子
- 浦内早苗（なでしこ隊）：於保佐代子
- 鈴村勝代（なでしこ隊）：亀井理那
- 本島桂一（少尉：第69振武隊 特攻隊員）：成宮寛貴
- 岡安明（第69振武隊 特攻隊員）：福井博章
- 穴澤利夫（少尉：第20振武隊 特攻隊員）：山根和馬
- 孫田智恵子（伊達智恵子、穴澤の婚約者）：尾野真千子→手塚理美
- 宇都純忠（校長）：中丸新将
- 林和成（伍長 特攻隊員）：伊崎充則
- 林フミエ（林和成の母）：中田喜子
- 中村實（第29振武隊）：本人の写真のみ
- 岩井定好（第103振武隊）：本人の写真のみ
- 原田少佐：勝村政信
- 前田勇四郎（笙子の祖父）：夏八木勲
- 鳥濱トメ（特攻の母、陸軍指定食堂：富屋食堂の主人）：薬師丸ひろ子
- 島田昌往（第111振武隊 特攻隊員）：本人
- 大貫健一郎（第22振武隊 特攻隊員）：本人
- 上野トミ子（菊永トミ子 なでしこ隊）：本人
- 福家義信（特攻隊員）：本人
- 穴澤英一（穴澤利夫の甥）：本人
- ナレーション：半海一晃

ほか

### スタッフ
- 企画協力：新井満
- 脚本：末谷真澄、ひかわかよ
- プロデューサー：成田一樹、中津留誠、西田治彦、中山ケイ子
- 企画：立松嗣章
- 演出：田島大輔、大川卓弥
- 構成：田代裕
- 火薬効果：パイロテック
- 選曲：小西善行
- 音響効果：荒川望
- 小道具協力：中田商店
- ロケ協力：小山町フィルムコミッション、まち再生ネットふじおやま、ロケーション御殿場、フィルムサポート島田、島田商工会議所青年部、江戸東京たてもの園、ラジコン技術、尾久RCクラブ、北河製品所
- 協力：知覧特攻平和会館、ホタル館
- 技術協力：SVS、ビデオスタッフ、ブル
- 照明協力：ザ・ホライズン
- 編集：バウムレーベン、スタジオヴェルト
- スタジオ：東京メディアシティ
- 制作協力：FCC、ジン・ネット
- 制作著作：フジテレビ